# Hemmo Reint Nieborg
Hemmo Reint Nieborg (Bleiswijk, 4 maart 1906 – 22 september 1986) was een Nederlands politicus van de ARP.
Hij werd geboren als zoon van Hemmo Reint Nieborg (1862-1934; predikant) en Aleida Flora van Lingen (1863-1951). In 1929 ging hij werken bij de gemeentesecretarie van IJsselmonde en in 1932 maakte hij de overstap naar de gemeente Alphen aan den Rijn. Daar begon hij als commies 3e klasse en bracht het tot commies 1e klasse. In maart 1946 werd Nieborg benoemd tot burgemeester van de Zeeuwse gemeente Duivendijke waar hij te maken kreeg met de Watersnoodramp van 1953. In september 1954 volgde zijn benoeming tot burgemeester van Nieuw-Lekkerland. In april 1971 ging Nieborg daar met pensioen en in 1986 overleed hij op 80-jarige leeftijd. Zijn schoonzoon Ies Keijzer is ook burgemeester geweest.